# Biserica de lemn din Govora

Biserica de lemn din Govora, 2009

Iconostasul bisericii de lemn din Govora. Foto: 2009

„Ioan zugravu ot Teiuşi” s-a semnat pe chenarul de sub tâmpla iconostasului în iunie 1839. Foto: 2009

Pomelnic pe faţada de sud. Foto: 2009

Biserica de lemn din Govora se află în localitatea Govora, județul Vâlcea. Vechimea bisericii nu se cunoaște. Conform tradiției a fost adusă din satul Gurișoara, probabil înainte de 1837-1839, când i s-a refăcut iconostasul. Biserica poartă hramul „Sfântul Nicolae” și este înscrisă pe noua listă a monumentelor istorice, LMI 2004: cod LMI VL-II-m-B-09775.

## Istoric
Biserica de lemn din satul Govora a fost adusă, conform tradiției, acum aproape două veacuri din satul Gurișoara. Vechimea construcției depășește probabil cu cel puțin un secol strămutarea ei pe locul actual. 
Momentul ridicării bisericii în satul Govora, sau cel puțin al înzestrării ei cu toate cele necesare cultului, este sugerat de câteva pisanii însemnate cu penelul pe iconostas, între anii 1837-1839. Pe cantul de jos al ușii diaconești, din dreapta ușilor împărătești, se pot citi următoarele: „Sau făcut de robul lui Dumnezău, pomenește D[oa]mne, Ioan, Stana, Dumitru, Matei, Mihai, Ana, Nicolae, Dumitra, Păuna, Gheorghie, Floaria, Măriia.  1838 martie 10”. Pe cea de a doua ușă împărătească, pe care este pictat Arhanghelul Mihail cu sabia în mână, stă scris pe sulul din mâna stângă astfel: „Cela ce va întra în bisearică cu inimă necurată de această sabie tăiată va fi. 1837 iunie 10.” O altă însemnare se poate citi pe chenarul de jos al ușilor împărătești: „Leat 7346 ... Popa Dumitru”, apoi: „Dumitru ereu ...”. La dreapta ușilor spre altar se găsește o pisanie legată de pictarea tâmplei: „Ac[ea]stă sf[â]ntă și Dumnezăiască tămplă sau plăt[it] ... mutat ... pomenire ... lui ... Matei ... Mar... ereița Dumitr... Stanca și cu ... ”. Sub această pisanie, pe chenar, se află semnătura zugravului:  „... Ioan zugrav ot Teiuși, 1839 iunie”. 
Trecerea în revistă a însemnărilor din biserică se întregește cu pomelnicul săpat în fațada dinspre miazăzi, parțial fragmentat de deschiderea ulterioară a unei ferestre spre naos:  „... ori ce popă ar fi să aibă a pomeni aceste nu[me]. + Odihnescuse oasele răposaților robilor ... aceștia: erei Stoica b, Voica, Anghel, Ca[l]ina, Gavril, Ioan, ... ..35, Ion, Gligore, Costandin, Călina, Cărst... Stoica, Rucsandra, Iuna, Ana, Opriș, ... Ana, Ion, Lazăr, Lica, Mihail, Androne, ...”. Din datarea acestui pomelnic se păstrează doar ultimele două cifre, 35. În cazul în care pomelnicul ține de momentul refacerilor datate pe iconostas ar putea indica fie anul erei bizantine 7335, adică anul 1827 al erei noastre, fie direct anul 1835, era noastră. Dacă pomelnicul a fost scris în perioada în care biserica se afla în satul Gurișoara atunci el se poate referi la ridicarea bisericii, sau o refacere mai importantă, însă nu mai mult decât cu un veac mai devreme, când limba română se folosea deja curent în astfel de texte. 

## Imagini din exterior

latura de nord
pridvor, nord-vest
fațada de apus
streașină sud
dosul altarului
butea, sud-est
cruce peste coamă

## Imagini din interior

naos, iconostas
ușile împărătești
însemnare pe ușile împărătești
ușa diaconească, nord
ușa diaconească, sud
ușa diaconească, sud, pisanie
prooroci și apostoli
rând de scaune
în naos, vest
intrare naos
în pod